# Encuadernación de tapa dura

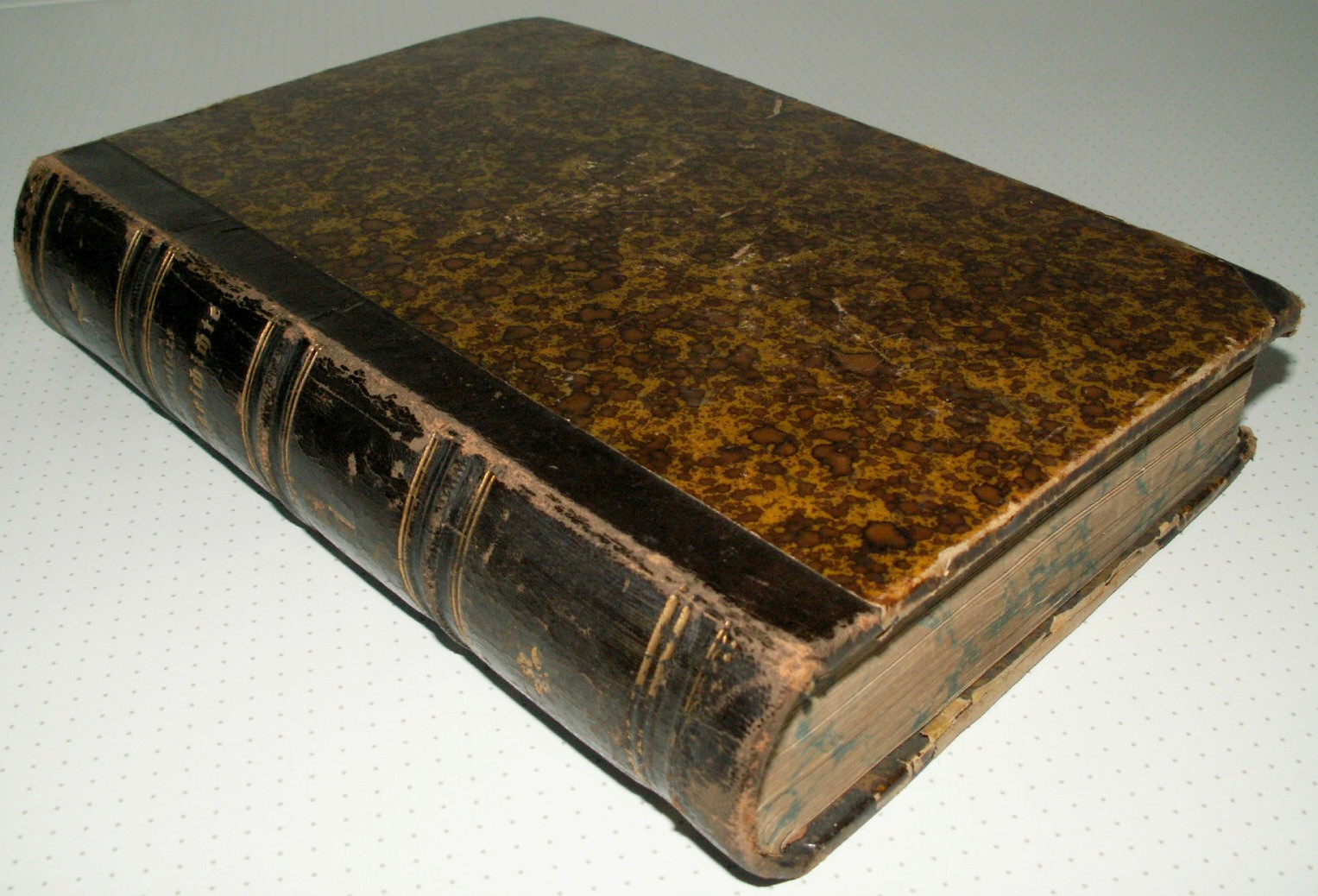
Encuadernación cartoné con lomo de piel.

La encuadernación cartoné (del francés cartonée: «encartonada»), conocida popularmente como «encuadernación de tapa dura», es un tipo de encuadernación en la que el libro, cosido o encolado, está forrado simplemente con una cubierta rígida de cartón, pegada al lomo. Esta cubierta recubre el libro en todas sus superficies exteriores. Los planos interiores de las tapas son de papel y la parte interior del lomo (no aparente, pues está recubierta por el lomo de la cubierta) es de tela, aunque también puede ser de papel.
En la oposición habitual que se hace entre las encuadernaciones «de tapa dura» y las encuadernaciones «de tapa blanda», la encuadernación «de tapa dura» recibe el nombre de «encuadernación cartoné» mientras que la encuadernación «de tapa blanda» recibe el nombre de «encuadernación en rústica» (o «a la rústica»).
El término «encuadernación a la americana» se aplica a toda encuadernación, ya sea en cartoné o en rústica, cuyo cuerpo de hojas esté pegado o encolado en lugar de cosido.